# Кража личности
Кража личности (Похищение цифровой личности) (англ. Identity theft) — преступление, при котором незаконно используются персональные данные человека для получения материальной выгоды.
Кража личности как английский термин появился в 1964 году. Кражи личности получили широкое распространение в США во второй половине XX века. Это было вызвано широким внедрением услуг, предоставляемых удалённо, без личного присутствия, в частности, выпуска кредитных карт, получения кредитов и других услуг. Также преступления связывают с широким распространением SSN (Social Security number) в качестве идентификатора личности. Для подтверждения личности по телефону организации запрашивают номер SSN. В Британии для «краж личности» используют страховые идентификаторы NINO (National Insurance number) и NHS (National Health Service number). По информации CioWorld, на чёрном рынке США набор информации для кражи личности, включающий адрес и SSN, стоит от 16 до 30 долларов. Вероятность стать жертвой кражи личности оценивается в 2 % для среднего жителя США.

## История
Термин появился в начале 1960 годов. Вначале методы похищения личных данных включали использование телефона и просеивание мусора в поисках выброшенных счетов, квитанций и других документов, содержащих личные данные. С появлением Интернета основным средством мошенничества стала Сеть.

## Кража медицинских данных
По данным Центра по борьбе с хищениями персональных данных (англ. Identity Theft Resource Center) в 2013 году 43 % хищений личных данных в США приходились на медицинские данные. Кража персональных медицинских данных используется для получения обманным путем медицинских услуг, рецептурных препаратов или представления ложных счетов.